# Audi Q4 e-tron
O Audi Q4 e-tron é um SUV crossover compacto elétrico de luxo da marca alemã Audi. Assenta na plataforma MEB e a sua produção começou em 2021, sendo este o terceiro veículo da gama e-tron. 